# Trzciana (Powiat Bocheński)
Trzciana ist eine Ortschaft und eine ehemalige Stadt mit einem Schulzenamt der Gemeinde Trzciana im Powiat Bocheński der Woiwodschaft Kleinpolen in Polen.

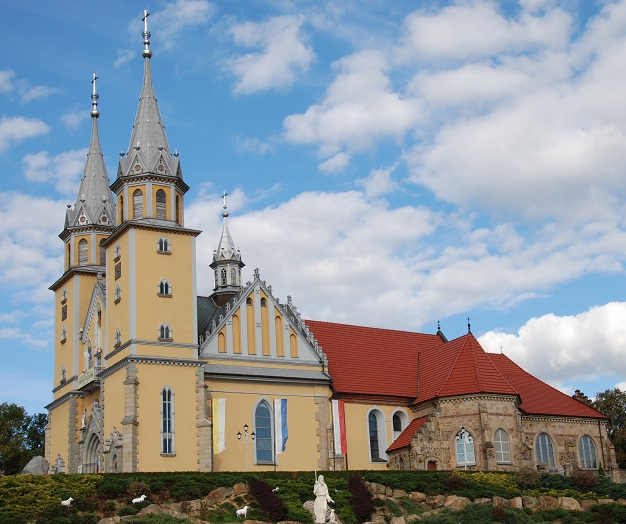
Ortskirche

## Geographie
Der Ort liegt am Bach Trzcianiecki bzw. Sanski im Pogórze Wiśnickie, 36 km südöstlich der Stadt Krakau. Die Nachbarorte sind Cichawka im Norden, Leszczyna im Nordosten, Łąkta Dolna im Osten, Zbydniów, Ujazd und Kierlikówka im Süden, sowie Wieruszyce und Ubrzeż im Westen.

## Geschichte
Im Jahr 1262 (aus einer Abschrift im 17. Jahrhundert bekannt) wurde Libichowa erwähnt, jetzt ein Weiler von Trzciana. In diesem Jahr verlieh der Herzog Bolesław V. um 100 km2 in der Umgebung an die Brüder Dzierżykraj um Wysz, um das Kloster der Brüder von der Buße der Märtyrer zu gründen. Das Kloster in Lybychowa wurde später im Jahr 1295 erwähnt. Dieser besitzanzeigende Name (früher auch Lubiechowa, Lubuchowa, Lubiszowa, Lubiechowka, Libichów) war vom Personennamen Lubich/Lubiech abgeleitet. Der Name Trzczana tauchte im Jahr 1416 auf (von trzcian, einer Pflanze des Genus Thalia, oder von trzcina – Schilfrohr), gleichzeitig mit dem Namen Parva Lubochowa, allerdings umfasste Libichowa das Gebiet von Trzciana und Glinik bis zur Mitte des 15. Jahrhunderts. Ab dem Jahr 1465 wurde der Ort oft als Lubichowa alias Trczana, Lubychowa alias Czsczana (1465) usw. erwähnt.
Das Kloster wurde in der Schwedischen Sintflut mehrmals zerstört.
Politisch zählte der Ort zunächst zum Königreich Polen (ab 1569 in der Adelsrepublik Polen-Litauen), Woiwodschaft Krakau, Kreis Szczyrzyc.  Bei der Ersten Teilung Polens kam Trzciana 1772 zum neuen Königreich Galizien und Lodomerien des habsburgischen Kaiserreichs (ab 1804). 1785 wurde Trzciana zur Stadt erhoben, aber 1896 verlor der Ort das Stadtrecht. 1816 wurde das Kloster aufgelöst.

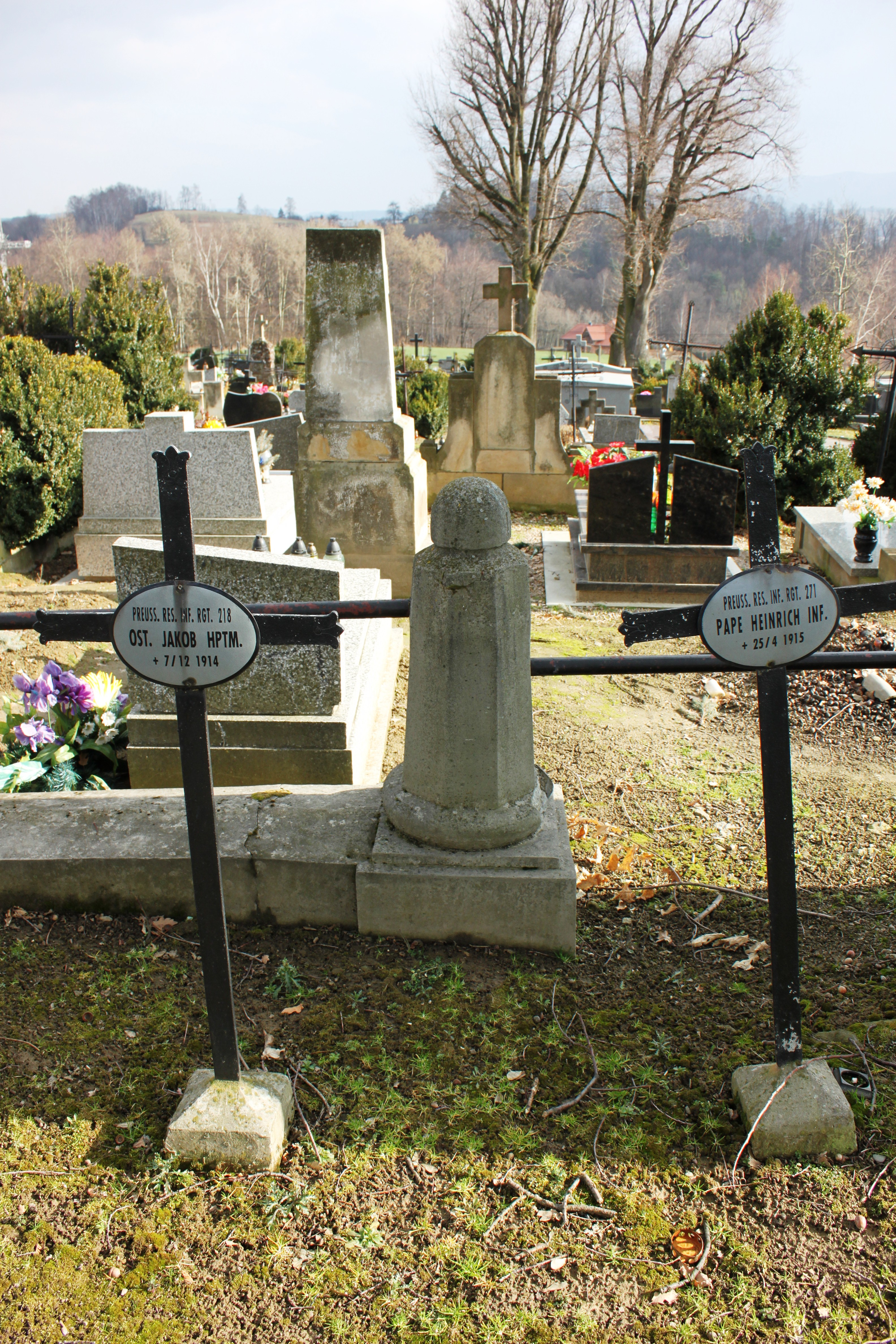
Soldatenfriedhof #309 aus dem Ersten Weltkrieg

1918, nach dem Ende des Ersten Weltkriegs und dem Zusammenbruch der k.u.k. Monarchie, kam Trzciana zu Polen. Unterbrochen wurde dies nur durch die Besetzung Polens durch die Wehrmacht im Zweiten Weltkrieg.
Von 1975 bis 1998 gehörte Trzciana zur Woiwodschaft Tarnów.